# Acianthera papillosa
Acianthera papillosa  là một loài phong lan.

## Hình ảnh

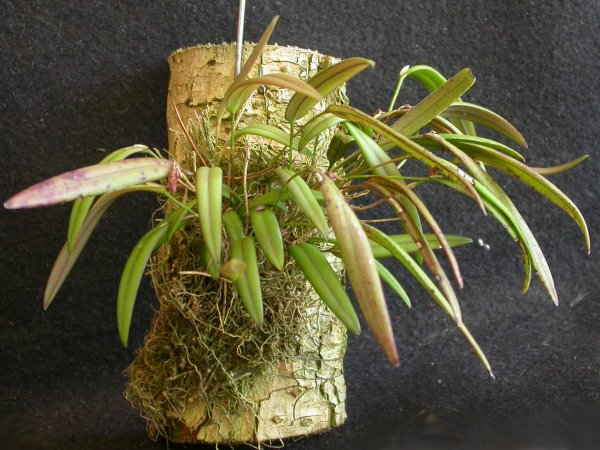
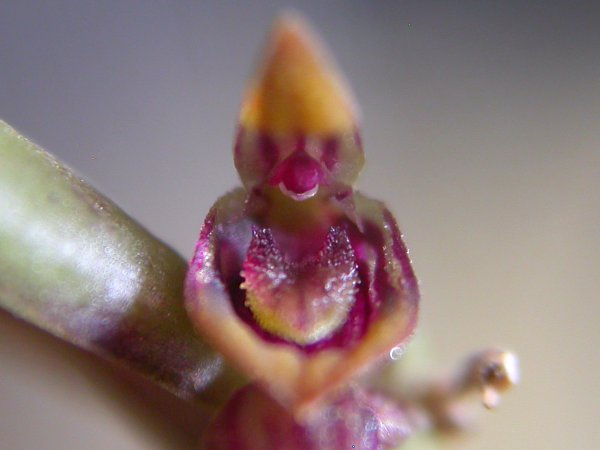
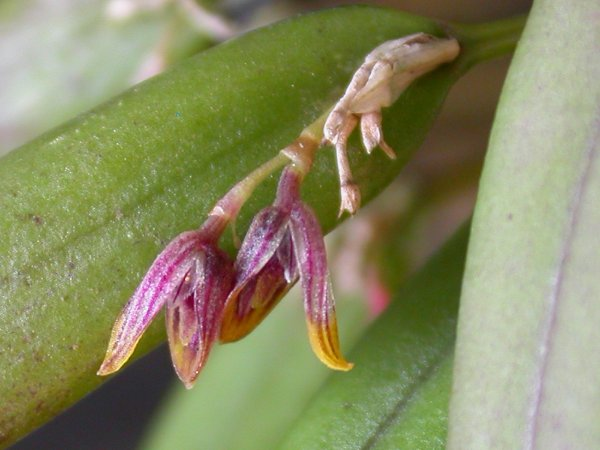
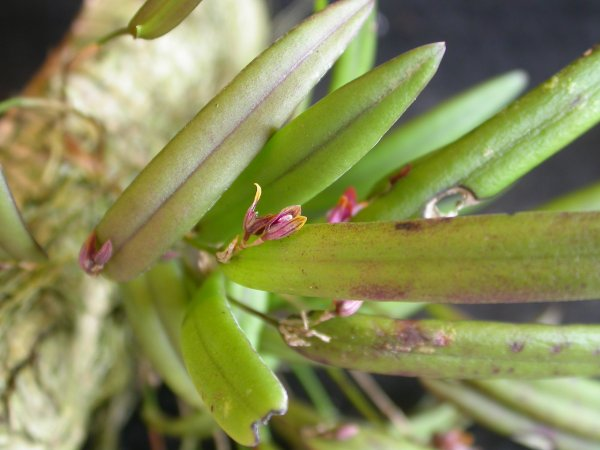